# 乃木坂46 12th YEAR BIRTHDAY LIVE
『乃木坂46 12th YEAR BIRTHDAY LIVE』（のぎざかフォーティーシックス トゥエンティース イヤー バースデー ライブ）は、日本の女性アイドルグループ乃木坂46が2024年3月7日から3月10日にかけて日本の埼玉県・さいたまスーパーアリーナで開催したデビュー12周年記念ライブ。2025年2月12日にDVD・Blu-rayを発売。

## 背景と開催・リリース
初日の7日は2011年 - 2014年、2日目の8日は2015年 - 2017年、3日目の9日は2018年 - 2020年、最終日の10日は2021年 - 2024年とそれぞれの期間にリリースされたシングル・アルバムから厳選し、4日間異なるセットリストによって乃木坂46の歴史を振り返るというライブ構成で行われた。
開催前日の3月6日には、4日間で計123曲を披露する予定であることが発表された。

## プロモーション
発売を記念し、以下のプロモーションが行われた。
- 完全生産限定盤（Blu-ray・DVD）を購入すると、CDショップチェーン別で先着特典が付属した[7]。
- 全国のCD SHOPで発売を記念したパネル展示が行われた[8]。

## 出演メンバー

### 乃木坂46
- 3期生：伊藤理々杏、岩本蓮加、梅澤美波、久保史緒里、阪口珠美、佐藤楓、中村麗乃、向井葉月、山下美月、吉田綾乃クリスティー、与田祐希
- 4期生：遠藤さくら、賀喜遥香、黒見明香、佐藤璃果、柴田柚菜、清宮レイ、田村真佑、筒井あやめ、林瑠奈、松尾美佑、矢久保美緒、弓木奈於
- 5期生：五百城茉央、池田瑛紗、一ノ瀬美空、井上和、岡本姫奈、小川彩、奥田いろは、川﨑桜、菅原咲月、冨里奈央、中西アルノ

金川紗耶は体調不良、掛橋沙耶香は療養中のため休演。